# Adam de St. Victor
Adam de St. Victor, francoski skladatelj, * 1112, † 1146, Pariz.
Rojen je bil v drugi polovici 12. stoletja, poznan pa je kot skladatelj gregorijanskih napevov v latinščini. Bil je menih v pariški opatiji St. Victor (od tod tudi njegovo ime). 37 njegovih napevov je bilo izdanih v 16. stoletju, v zbirki Elucidatorium Ecclesiasticum, ki jo je uredil katoliški teolog Clichtoveus.
Preostalih 70 znanih napevov je bilo do francoske revolucije shranjenih v opatiji Saint Victor (po njej tudi imenujemo skladatelja), kasneje pa prepeljanih v Nacionalno knjižnico v Pariz. Tam jih je ponovno odkril Léon Gautier, ki jih je uredil v prvo popolno zbirko (Pariz, 1858).
1. 1 2  Roux P. d. Nouveau Dictionnaire des œuvres de tous les temps et tous les pays — 2 — Éditions Robert Laffont, 1994. — Vol. 1. — P. 14. — ISBN 978-2-221-06888-5